# Stefano Jacini
Il conte Stefano Francesco Jacini (Casalbuttano ed Uniti, 26 giugno 1826 – Milano, 25 marzo 1891) è stato un politico ed economista italiano.

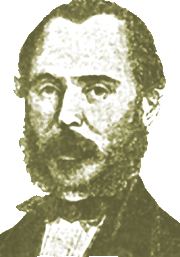

Di ideali patriottici unitari, partecipò al Risorgimento su posizioni conservatrici. Sovente non allineato al suo stesso schieramento, si oppose, da cattolico, alle modalità e ai tempi della presa di Roma e alla prassi del trasformismo, inaugurata da Agostino Depretis col consenso del leader dello schieramento moderato Marco Minghetti.

## Biografia

### Nascita e giovinezza
Stefano Jacini nacque il 26 giugno 1826 a Casalbuttano, in provincia di Cremona, da una benestante famiglia della Bassa lombarda: suo padre, Giovanni Battista Jacini, era un agiato proprietario terriero che possedeva anche una fabbrica tessile per la filatura di lino e di seta, mentre anche la madre Maria Grazia Romani proveniva da una famiglia borghese. 
Giovanni Battista, oltre a dedicarsi agli studi di agricoltura e di economia, si interessò anche alla vita politico-amministrativa lombarda, occupando importanti cariche: membro della deputazione provinciale (1823), consigliere comunale di Pizzighettone e membro della congregazione provinciale di Cremona (1843). Oltre a questo, era in contatto con alcuni rappresentanti della borghesia agraria della Lombardia e aveva effettuato investimenti mobiliari in società che si occupavano del commercio della seta e della produzione del lino. Per permettere ai figli di continuare a guidare l'impresa di famiglia, Jacini decise di iscrivere i figli Stefano, Paolo e Pietro al collegio dell'agronomo svizzero Philipp Emanuel von Fellenbeg, sito a Hofwyl, presso Berna, in Svizzera, dove studiò lingue e tecnica agraria. 
Nel 1836, tuttavia, dopo appena tre anni di permanenza, Stefano dovette essere ritirato dal collegio a causa di un decreto asburgico di due anni prima che vietava ai sudditi dell'Impero di mandare i figli a studiare all'estero. Continuò dunque al collegio San Paolo di Milano, al ginnasio di Brera e infine al liceo di Porta Nuova, dedicandosi agli studi umanistici, affiancati da nozioni di contabilità e all'uso delle lingue straniere. E mentre il fratello Pietro prendeva in gestione l'azienda di famiglia e l'altro fratello Paolo divenne architetto e membro della Società di incoraggiamento d'arti e mestieri di Milano, Stefano nel 1846 si iscrisse alla facoltà di Giurisprudenza dell'Università degli Studi di Pavia, dove si laureò il 10 marzo 1850.

### La formazione politica
Divenuto avvocato, Jacini ultimò i suoi studi a Vienna, da dove completò la sua formazione con viaggi di studio in Germania (visitando Baden, Francoforte, la Sassonia e la Prussia), in Svezia, in Russia, in Ungheria, fino in Grecia e in Turchia. Successivamente, tra il 1851 e il 1852, Stefano Jacini visitò Paesi Bassi, Belgio e Inghilterra, dove incontrò il politico e pensatore inglese Richard Cobden. Successivamente si recò in Francia, paese nel quale, oltre a visitare le regioni agricole meridionali, assistette al colpo di Stato di Napoleone III, proclamatosi imperatore, meravigliandosi della scarsa resistenza incontrata. Infine, nel maggio del 1852, Jacini rientrò a Milano, dove si stabilì come rappresentante della ditta commerciale paterna. 
Nel frattempo, fin dal 1851 il borghese lombardo aveva iniziato a lavorare sulle condizioni economiche e sociali dell'agricoltura lombarda, un tema indetto dalla "Società d'incoraggiamento di scienze e lettere" del capoluogo lombardo. La sua opera sull'argomento, intitolata La proprietà fondiaria e le popolazioni agricole in Lombardia, venne premiata dal consesso il 19 maggio 1853, edita a Milano l'anno dopo, (la seconda edizione uscì nel 1856). Inoltre, grazie alla rapida diffusione dell'opera, tradotta in tedesco e apprezzata da studiosi europei, Jacini nel 1857  divenne a soli 30 anni membro prima dell'Istituto Lombardo e, subito dopo, dell'Accademia dei Georgofili di Firenze. 
Ben presto cominciò ad interessarsi alla politica, frequentando i circoli culturali milanesi e stringendo rapporti con personaggi quali Carlo Cattaneo, Cesare Giulini della Porta, Ludovico Trotti. Pur prendendo le distanze dal dominio austriaco, Jacini nel 1857 accettò l'incarico, ricevuto dal nuovo governatore Ferdinando Massimiliano d'Asburgo e fratello dell'imperatore Francesco Giuseppe d'Asburgo, di condurre un'inchiesta sulle condizioni economiche della regione della Valtellina. 
Il risultato di questo lavoro fu l'opera Sulle condizioni economiche della provincia di Sondrio, pubblicato a Milano nel 1858, nella quale l'imprenditore lombardo illustrava i disagi e l'arretratezza economica della provincia, dando anche suggerimenti sulle migliorie da apportare all'economia e alla viabilità. Oltre a questo, tra il 1857 e il 1858, Jacini pubblicò una serie di memorie, destinate a importanti personaggi politici stranieri, dove espose le problematiche del dominio austriaco nel Regno Lombardo-Veneto: una di queste era diretta a Camillo Cavour, presidente del Consiglio del Regno di Sardegna, e vi si descrivevano le condizioni generali della Lombardia e del Veneto.

### La carriera politica
Per via della sua esperienza economica e finanziaria, Jacini, dopo le vicende della seconda guerra d'indipendenza italiana, nell'agosto del 1859 fece parte di una commissione governativa, istituita da Giovanni Battista Oytana, ministro delle Finanze nel Governo La Marmora I, incaricata di preparare i disegni di legge finanziaria varati successivamente dall'esecutivo. Dopo il ritorno di Cavour al potere nel gennaio del 1860, il politico lombardo prese parte alla commissione che doveva provvedere alla stesura della nuova legge elettorale, per poi essere nominato da Cavour stesso ministro dei lavori pubblici del Regno di Sardegna. In tale veste si impegnò per uniformare il genio civile, il servizio postale e telegrafico delle nuove province al Piemonte, fece approvare dal Parlamento le convenzioni per la ferrovia del Moncenisio e per la Bologna-Ancona, progetti di legge per migliorare i porti di Genova e di Ancona, e l'istituzione di una commissione per la progettazione della ferrovia transalpina. Inoltre, controfirmò i decreti reali di annessione delle nuove province (Marche, Umbria, Sicilia e Mezzogiorno) dopo i plebisciti del 1860. 
Dimessosi dagli incarichi ministeriali il 14 febbraio 1861, a causa della sconfitta al primo turno alle elezioni politiche del 27 gennaio 1861, Jacini indicò a Cavour il suo successore, il banchiere toscano Ubaldino Peruzzi; ritornò ad occupare il dicastero dei lavori pubblici nel neonato Regno d'Italia nei Governi La Marmora II e Ricasoli II (fino al 17 febbraio 1867). Nel suo secondo periodo ministeriale, Jacini fornì preziose consulenze anche sull'organizzazione della rete ferroviaria nazionale, fece riordinare il sistema postale e telegrafico italiano, uniformò la legislazione sulle opere pubbliche e regolamentò la costruzione delle strade. 
Inoltre le sue capacità diplomatiche, unite alla conoscenza del tedesco, fruttarono il raggiungimento di un accordo anti-austriaco con la Prussia, che fu alleata dell'Italia nella terza guerra di indipendenza. 
Dimessosi il 17 febbraio 1867, Stefano Jacini rifiutò, sebbene vincitore, l'elezione a deputato del 20 dicembre 1868, accettando, invece, la nomina a senatore, avvenuta il 7 febbraio 1870 e ricevuta dal re Vittorio Emanuele II. Conservatore cattolico, si oppose al trasferimento della capitale italiana dopo la presa di Roma del 20 settembre 1870, chiedendo al contempo il riconoscimento della protezione internazionale per il Papa. 
Negli anni che seguirono, si segnalò per molte sue pubblicazioni di carattere economico e politico, nelle quali ad esempio si esprimeva per il miglioramento delle istituzioni statali tramite il decentramento amministrativo e l'allargamento del suffragio elettorale.
Tuttavia, il nome di Jacini rimane ancora oggi legato alla famosa inchiesta agraria, varata il 15 marzo 1877 durante il governo presieduto da Agostino Depretis, esponente della Sinistra storica, per verificare le condizioni economiche e sociali delle campagne italiane e lo stato dell'agricoltura nazionale. 
Jacini dal 1881 al 1886 fu presidente della commissione istituita a tale scopo, pubblicando nel 1884 un voluminoso rapporto, tuttora noto col nome Inchiesta Jacini. L'inchiesta fu promossa dalla Camera dei deputati il 15 marzo 1877. Liberista, chiedeva la riduzione delle spese militari e sgravi fiscali per l'agricoltura. Per contro pur provenendo da una delle zone di maggiore diffusione della pellagra, negava la natura sociale della malattia.

### Ultimi anni
Negli ultimi anni Jacini, che aveva ricevuto il titolo di conte per sé e discendenti (solo al maschio primogenito) nel 1880 da Re Umberto I di Savoia, dai banchi dell'opposizione della destra, osteggiò il trasformismo di Depretis e le tendenze autoritarie ed imperialistiche di Francesco Crispi, in particolare la stipula della Triplice Alleanza, il colonialismo in Africa e la politica economica governativa.

## Vita privata
Stefano Jacini si sposò nel 1858 con Teresa Prinetti, all'epoca diciassettenne, che venne a mancare nel 1887 a causa della tisi, contratta mentre curava una cameriera affetta dalla malattia. Afflitto dalla sua scomparsa e affaticato dalla gravosa mole di lavoro che il suo ruolo politico comportava, Jacini non si riprese completamente e morì quattro anni dopo, a Milano il 25 marzo 1891, a 64 anni; fu sepolto nella tomba di famiglia nel Cimitero monumentale di Cremona.